# Seuillet
Seuillet – miejscowość i gmina we Francji, w regionie Owernia-Rodan-Alpy, w departamencie Allier.

## Demografia
Według danych na rok 1990 gminę zamieszkiwało 385 osób, a gęstość zaludnienia wynosiła 39 osób/km². W styczniu 2015 r. Seuillet zamieszkiwało 509 osób, przy gęstości zaludnienia wynoszącej 51,6 osób/km².